# Brula
Brula (lat. Triglochin, sin. Lilaea),  biljni rod iz porodice Juncaginaceae. Postoji dvadesetak vrsta trajnica raširenih po svim kontinentima. Poznatije vrste močvarna brula (T. palustris),  trošipan (T. maritima) i gomoljasta brula (T. barrelieri) rastu i u Hrvatskoj, a sve tri su kritično ugrožene.

## Vrste
1. Triglochin barrelieri Loisel.
2. Triglochin buchenaui Köcke, Mering & Kadereit
3. Triglochin bulbosa L.
4. Triglochin calcitrapa Hook.
5. Triglochin centrocarpa Hook.
6. Triglochin compacta Adamson
7. Triglochin elongata Buchenau
8. Triglochin gaspensis Lieth & D.Löve
9. Triglochin hexagona J.M.Black
10. Triglochin isingiana (J.M.Black) Aston
11. Triglochin laxiflora Guss.
12. Triglochin longicarpa (Ostenf.) Aston
13. Triglochin maritima L.
14. Triglochin mexicana Kunth
15. Triglochin milnei Horn
16. Triglochin minutissima F.Muell.
17. Triglochin mucronata R.Br.
18. Triglochin muelleri Buchenau
19. Triglochin nana F.Muell.
20. Triglochin palustris L.
21. Triglochin protuberans Aston
22. Triglochin scilloides (Poir.) Mering & Kadereit
23. Triglochin stowardii N.E.Br.
24. Triglochin striata Ruiz & Pav.
25. Triglochin trichophora Nees ex Endl.
26. Triglochin turrifera Ewart

## Vanjske poveznice
|  | Zajednički poslužitelj ima još gradiva o temi Triglochin |
|  | Wikivrste imaju podatke o taksonu Triglochin             |